# Dänische Poolbillard-Meisterschaft 2016
Die dänische Poolbillard-Meisterschaft 2016 war die 27. Austragung der nationalen Meisterschaft in der Billardvariante Poolbillard. Sie fand vom 13. bis 16. Mai 2016 im Vereinsheim des Aalborg Billard Klub 31 in Aalborg statt. Ausgespielt wurden die Disziplinen 8-Ball, 9-Ball, 10-Ball und 14/1 endlos.
Erfolgreichster Spieler war Bahram Lotfy, der in den Disziplinen 14/1 endlos und 8-Ball Dänischer Meister wurde.

## Medaillengewinner
| Disziplin   | Gold                                   | Silber                                 | Bronze                                 | Bronze                                 |
| ----------- | -------------------------------------- | -------------------------------------- | -------------------------------------- | -------------------------------------- |
| 14/1 endlos | Bahram Lotfy (Herlev Pool IF)          | Kasper Kristoffersen (Ikast BK)        | Jakob Lyng (Aarhus Pool & BK)          | Daniel Kandi (Aalborg Billard Klub 31) |
| 9-Ball      | Daniel Kandi (Aalborg Billard Klub 31) | Andreas Madsen (Herlev Pool IF)        | Alan Conway (Randers Pool Club)        | Jan Keller (Osted BK)                  |
| 10-Ball     | Kasper Kristoffersen (Ikast BK)        | Andreas Madsen (Herlev Pool IF)        | Daniel Kandi (Aalborg Billard Klub 31) | Jakob Lyng (Aarhus Pool & BK)          |
| 8-Ball      | Bahram Lotfy (Herlev Pool IF)          | Daniel Kandi (Aalborg Billard Klub 31) | Andreas Madsen (Herlev Pool IF)        | Jesper Schmidt (Dans Poolhall)         |